# T11 (metrolijn)

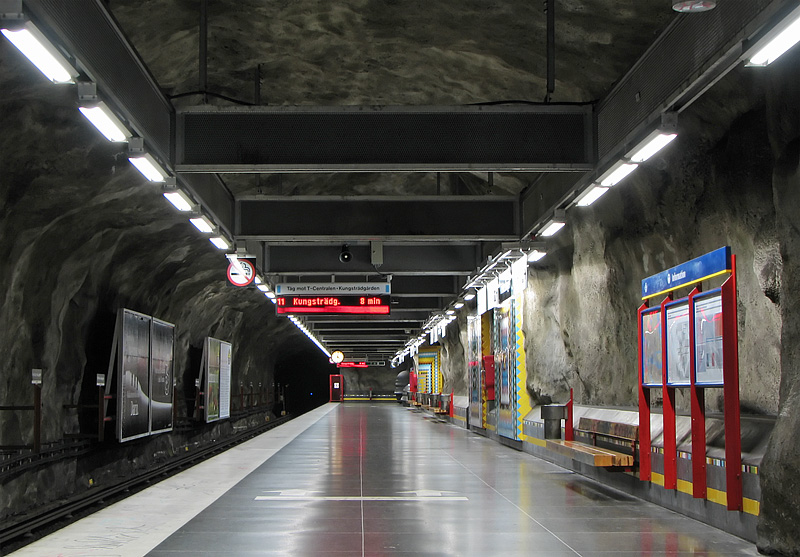
Het metrostation Västra skogen, een paar minuten voor aankomst.

De T11 is een van de twee lijnen van de blauwe route van de Stockholmse metro. De lijn is 15,6 km lang, bestaat uit twaalf stations en loopt van Kungsträdgården tot Akalla. Het duurt 22 minuten om van het beginpunt naar het eindpunt te reizen. De lijn wordt geëxploiteerd door Storstockholms Lokaltrafik.

## Geschiedenis
In 1965 is een uitbreidingsplan voor de Stockholmse metro gepresenteerd. Naast een aantal verlengingen, over de gemeentegrens heen, van de bestaande groene en rode route werden ook drie nieuwe trajecten gepresenteerd. Deze nieuwe trajecten vormen de blauwe route, hierbij had de Nordvästra sektoren twee trajecten ten noorden van het centrum en de Sydöstra sektoren een traject naar het zuidoosten. De aanleg van de blauwe route begon met de Nordvästra banan tussen T-Centralen en Hjulsta, die op 31 augustus 1975 werd geopend. Het eerste stuk van lijn T11 volgde op 5 juni 1977 als een zijlijn met drie stations die zich in Hallonbergen afsplitste van de hoofdlijn. Langs deze zijlijn waren aanvankelijk nog twee stations gepland aan weerszijden van de Igelbacken. Brotorp aan de zuidkant is helemaal niet gebouwd, terwijl Kymlinge aan de noordkant alleen in ruwbouw bestaat en nu een bestaan heeft als spookstation. Het bouwdeel Norrström werd eveneens ter hand genomen, maar na de bouw van station Kungsträdgården en een 200 meter lang kopspoor onder de Blasieholmsgatan werd de aanleg gestaakt. De bedoeling was om via Slussen en Katarina de Sydöstra sektoren te bereiken. In 1985 kreeg lijn T10 een eigen tunnel naar het noorden en reden de metro's naar Hjusta niet langer vanaf Hallonbergen via het depot van de blauwe route maar vanaf de splitsing bij Västra Skogen naar het noorden. Sinds 19 augustus 1985 ligt de splitsing van de blauwe route bij Västra skogen. Zodoende werd de zijlijn 3 stations langer omdat de stations Solna centrum, Näckrosen en Hallonbergen alleen nog door de zijlijn werden bediend.

## Toekomst
In 2013 is besloten om de metro met tien stations uit te breiden. T11 zal aan de noordkant worden verlengd met twee stations zodat dan beide noord-west takken uit acht stations zullen bestaan. De tunnel ten zuiden van Kungsträdgården zal alsnog worden aangelegd, al is het dan zonder tussenstations direct naar het zuidelijke splitsingsstation Sofia. Zoals al in 1965 voorzien zal T11 vanaf daar naar het zuidwesten afbuigen en de voormalige Örbybanan, thans T19, van de groene route overnemen zodat vooral de frequentie op de andere twee takken van de groene route kan worden verhoogd. De zuidelijke kruising met de groene route zal niet bij Skärmarbrink, zoals in 1965 gepland, maar bij Gullmarsplan komen te liggen. De uitbreiding gaat in 2018 van start, de voltooiing is gepland voor 2025. In het kader van de aanleg van de gele route wordt gekeken naar een verlenging aan de zuidkant tot Älvsjö.

## Metrostations
| naam                       | opening          | bouwdeel              | metro per        | gemeente         | stadsdeel            |
| -------------------------- | ---------------- | --------------------- | ---------------- | ---------------- | -------------------- |
| Barkarby station           | 2025             | Barkarby              | 2025             | Järfälla         |                      |
| Barkarbystaden             | 2025             | Barkarby              | 2025             | Järfälla         |                      |
| Akalla                     | 5 juni 1977      | Kista                 | 5 juni 1977      | Stockholm        | Rinkeby-Kista        |
| Husby                      | 5 juni 1977      | Kista                 | 5 juni 1997      | Stockholm        | Rinkeby-Kista        |
| Kista                      | 5 juni 1977      | Kista                 | 5 juni 1977      | Stockholm        | Rinkeby-Kista        |
| Kymlinge                   | niet geopend     | Kista                 | 5 juni 1977      | Stockholm        | Rinkeby-Kista        |
| Hallonbergen               | 31 augustus 1975 | Initiële blauwe route | 31 augustus 1975 | Sundbyberg       | Hallonbergen         |
| Näckrosen                  | 31 augustus 1975 | Initiële blauwe route | 31 augustus 1975 | Sundbyberg Solna | Storskogen Råsunda   |
| Solna centrum              | 31 augustus 1975 | Initiële blauwe route | 31 augustus 1975 | Solna            | Skytteholm           |
| Västra skogen              | 31 augustus 1975 | Initiële blauwe route | 31 augustus 1975 | Solna            | Huvudsta             |
| Stadshagen                 | 31 augustus 1975 | Initiële blauwe route | 31 augustus 1975 | Stockholm        | Kungsholmen          |
| Fridhemsplan               | 31 augustus 1975 | Initiële blauwe route | 31 augustus 1975 | Stockholm        | Kungsholmen          |
| Rådhuset                   | 31 augustus 1975 | Initiële blauwe route | 31 augustus 1975 | Stockholm        | Kungsholmen          |
| T-Centralen (hoofdstation) | 31 augustus 1975 | Initiële blauwe route | 31 augustus 1975 | Stockholm        | Norrmalm             |
| Kungsträdgården            | 30 oktober 1977  | Norrström             | 30 oktober 1977  | Stockholm        | Norrmalm             |
| Sofia                      | 2025             | Syd-östrabanan        | 2025             | Stockholm        | Södermalm            |
| Gullmarsplan               | 2025             | Syd-östrabanan        | 2025             | Stockholm        | Södermalm            |
| Slakthuset                 | 2025             | Syd-östrabanan        | 2025             | Stockholm        | Enskede-Årsta-Vantör |
| Sockenplan                 | 10 januari 1930  | Örbybanan             | 9 september 1951 | Stockholm        | Enskede-Årsta-Vantör |
| Svedmyra                   | 10 januari 1930  | Örbybanan             | 9 september 1951 | Stockholm        | Farsta               |
| Stureby                    | 10 januari 1930  | Örbybanan             | 9 september 1951 | Stockholm        | Enskede-Årsta-Vantör |
| Bandhagen                  | 22 november 1954 | Hagsätragren          | 22 november 1954 | Stockholm        | Enskede-Årsta-Vantör |
| Högdalen                   | 22 november 1954 | Hagsätragren          | 22 november 1954 | Stockholm        | Enskede-Årsta-Vantör |
| Rågsved                    | 14 november 1959 | Hagsätragren          | 14 november 1959 | Stockholm        | Enskede-Årsta-Vantör |
| Hagsätra                   | 1 december 1960  | Hagsätragren          | 1 december 1960  | Stockholm        | Enskede-Årsta-Vantör |

T10 · 
T11 · 
T13 · 
T14 ·
T15 · 
T17 · 
T18 · 
T19
(Barkarby) ·
(Barkarbystaden)·
Akalla ·
Husby ·
Kista · 
(Kymlinge) · 
Hallonbergen · 
Näckrosen ·
Solna centrum · 
Västra skogen · 
Stadshagen ·
Fridhemsplan · 
Rådhuset ·
T-Centralen ·
Kungsträdgården · 
(Sofia) ·
(Gullmarsplan)·  
(Slakthuset) ·
(Sockenplan) ·
(Svedmyra) ·
(Stureby) ·
(Bandhagen) ·
(Högdalen) ·
(Rågsved) ·
(Hagsätra) ·
(Älvsjö)